# 世界經濟衛星
《世界經濟衛星》（日语：ワールドビジネスサテライト），簡稱WBS，是日本東京電視台製作，在其聯播網TXN成員台及部分全國獨立放送協議會加盟台播出的財經夜間新聞節目。東京電視台的大股東日本經濟新聞社對該節目的取材進行全面合作，並且是主要贊助企業之一。

## 歷史

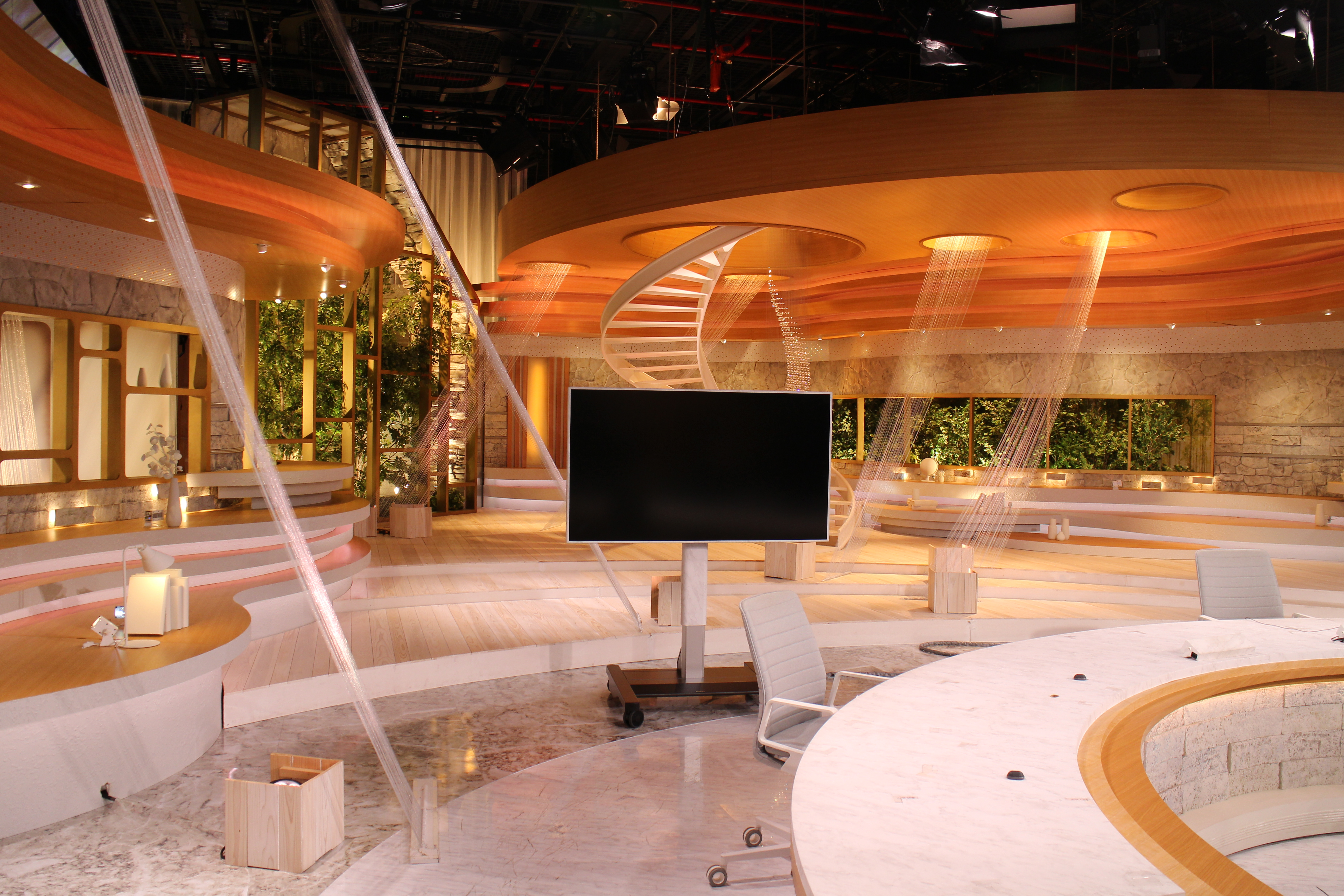
世界經濟衛星的攝影棚

《世界經濟衛星》開始播出於1988年4月4日，第一任主持人是現任東京都知事小池百合子。在開播之後至1990年3月，《世界經濟衛星》的播出時間是每週一至週五的23時30分，節目時長45分。當時的節目內容包括自紐約、倫敦轉播世界金融市場最新市況，並且在節目的最後部分介紹翌日的日本經濟新聞晨報:87。1990年，《世界經濟衛星》的播出時間移動至週一至週五23時，節目時長也延長至50分。
小池百合子在1992年7月因參選第16屆日本參議院議員通常選舉而不再擔任《世界經濟衛星》的主持人。但在小池之後，除了在1992年7月至10月初擔任主持的內山敏夫之外，《世界經濟衛星》的延續了主持人由女性擔任的傳統:87。1998年至2014年，曾在NHK擔任新聞主播的小谷真生子出任《世界經濟衛星》的主要主持人:254-255。在小谷真生子開始擔任節目主持的同時，《世界經濟衛星》的節目內容亦從以資本市場動態為主改為介紹更多經濟、消費新聞，以開拓更多觀眾:186-187。2005年，《世界經濟衛星》獲得銀河賞特別賞的評價:187。2014年開始，大江麻理子接替小谷真生子，成為《世界經濟衛星》的現任主持。
2002年10月至2008年3月，東京電視台曾在每週六晚間製作播出《世界經濟衛星週六版》。
2021年開始，《全球財經衛星》時隔31年變更播出時間，週一至週四的播出時間從晚間23時改為22時（週五維持23時不變）。在變更播出時間的同時，佐佐木明子加入節目，成為週三至週五的主要主持。大江則繼續擔任週一至週二的主持。在變更播出時間和主持的同時，《世界經濟衛星》也對節目形象進行全面刷新，啟用了新的標誌及片頭音樂，並且更新了攝影棚佈景。

## 節目內容
《世界經濟衛星》的節目內容以日本國內外經濟動態為主，並在節目後半部分介紹紐約股市、匯市、期貨市場的最新市況。2003年開始，《世界經濟衛星》以「列島LIVE」的名稱不定期在日本各地進行現場直播，以聚集日本地方經濟的現狀:187。
《世界經濟衛星》的「潮流蛋（トレンドたまご）」單元專門介紹即將上市或剛上市，在未來可能走紅的新商品，並每年評出大賞。該單元自1998年4月開始播出，現已播出超過5,300期，介紹的商品中亦不乏實際成為暢銷商品的產品。除了「潮流蛋」之外，介紹熱門商品的「白熱！排行榜（白熱！ランキング）」；介紹人氣店鋪的「THE行列」亦是該節目多年播出的企劃。